# 无刺藤
无刺藤（学名：Pisonia grandis），又名白避霜花、痲疯桐、抗風桐，为紫茉莉科皮孙木属下的一个种。该植物广泛分布于印度洋和太平洋的珊瑚礁。